# فوزي غزال
فوزي خليل محمد غزال رئيس حزب مصر 2000 وأحد مرشحي انتخابات الرئاسة المصرية 2005 ممثلا حزبه.

## مؤهلاته العلمية[1]
- دكتوراه في مناهج وطرق تدريس الرياضيات من الولايات المتحدة الأمريكية كاليفورنيا
- الدبلوم الخاص في التربية من جامعة عين شمس
- الدبلوم العام في التربية من جامعة عين شمس
- بكالوريوس محاسبة من جامعة القاهرة
- دبلوم المعلمين العالي من معهد التعليم العالي

## نشاطاته السياسية[1]
- مؤسس حزب الجبهة الوطنية لمكافحة الاستعمار عام 1954
- رئيس تحرير مجلة الوحدة عام 1962
- أنشطة سياسية مختلفة 54-1971
- مؤسس حزب التحالف الشعبي القومي الديمقراطي عام 1995
- مؤسس حزب مصر 2000 عام 2001